# Nissan R85V

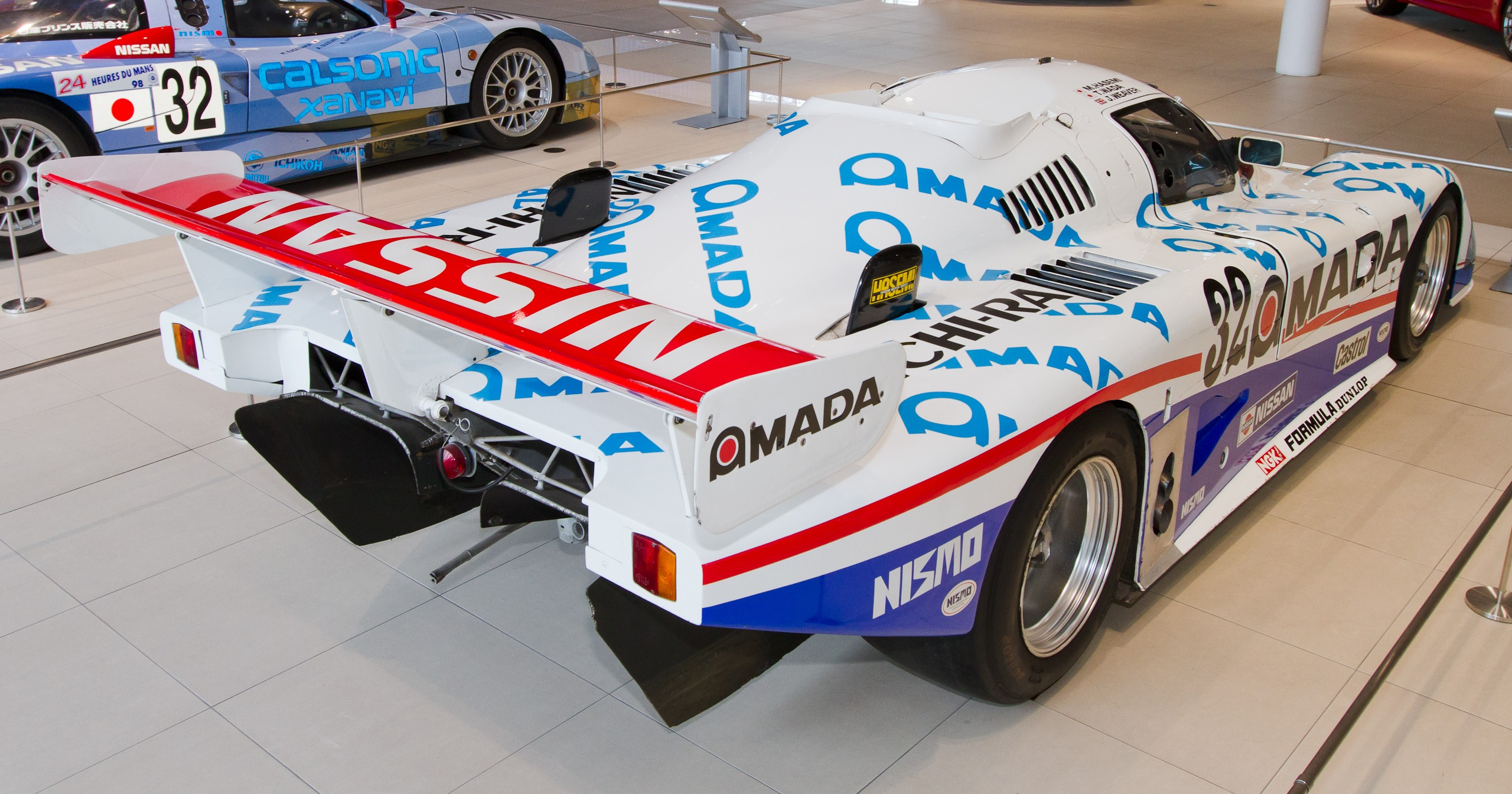
Heckansicht des R85V

Der Nissan R85V ist ein Sportwagen-Prototyp der Gruppe C, der 1985 hergestellt wurde. Er wurde auf einem March-Chassis von Nissans Motorsportabteilung Nismo aufgebaut. Von dieser Baureihe entstanden insgesamt drei Fahrzeuge.
Der R85V bestritt 1985 und 1986 Rennen in der All Japan Sports Prototype Championship (JSPC) und beim 24-Stunden-Rennen von Le Mans 1986.

## Entwicklung
Der R85V entstand auf der Basis eines March-Chassis, das intern als March 85G bezeichnet wurde. Dieses Chassis bestand aus Aluminium und wurde in Monocoque-Bauweise hergestellt und ist die dritte und letzte Evolutionsstufe des schon Ende 1981 eingeführten March 82G-Fahrgestells. Typisch für die Rennwagen, die auf dieser Basis entstanden, ist die großformatige Belüftungsöffnung in der Front des Fahrzeugs zwischen den Scheinwerfern. Vom 85G-Chassis entstanden insgesamt elf Stück, von denen drei an Nissan ausgeliefert wurden.
Ausgerüstet wurde der R85V mit unterschiedlichen Motoren. Zwei Chassis erhielten einen V6-Motor und eines wurde mit einem Reihenvierzylinder ausgestattet. Das LZ20B genannte, turbogeladene Vierzylindertriebwerk wurde bereits in vorangegangenen March-Fahrzeugen eingesetzt, allerdings mit wenig Erfolg. Der VG30T/C genannte V6-Motor wurde von einem serienmäßigen Triebwerk der VG30 Motorenbaureihe, wie es im 300ZX verbaut wurde, abgeleitet und stark überarbeitet. Beispielsweise nutzte man Twinturboaufladung und einen Motorblock aus Aluminium. In ähnlicher Form wurde dieser Motor auch im Nissan GTP ZX-Turbo genutzt, der in Nordamerika an der IMSA GT-Meisterschaft teilnahm. Die Leistung des R85V-V6-Rennmotors lag bei rund 507 kW (690 PS). Allerdings kursierten damals Gerüchte, dass der Motor auch mehr als 1000 PS erreichen konnte, was im Qualifying hätte genutzt werden können.
Die drei für Nissan gebauten Chassis trugen die Produktionsnummern 85G-8, 85G-9 (beide mit Motor VG30T/C) und 85G-10 (Motor LZ20B).

## Renneinsätze

### 1985
Zwei der neuen R85V traten das erste Mal im dritten Lauf von insgesamt sechs der JSPC auf dem Fuji Speedway bei den 500 Meilen von Fuji an. Die Fahrzeuge starteten auch bei jedem weiteren Rennen der Saison 1985 und wurden durch die Teams Hoshino Racing und Hasemi Motorsport betreut. Der Wagen mit dem Chassis 85G-8 erhielt die Startnummer 28 und konnte nur im vorletzten Lauf bei den 1000 km von Fuji das Rennen beenden, jedoch bei seiner bisher einzigen Zieldurchfahrt als Erstplatzierter. Der Wagen mit der Chassisnummer 85G-9 beendete die ersten Rennen auf den Plätzen 13, 7 und 5, schied im letzten Rennen allerdings aus. Der R85V mit der Fahrgestellnummer 85G-10 wurde zwar für den vorletzten Lauf der Saison 1985 gemeldet, nahm jedoch nicht am Rennen teil.

### 1986
In der JSPC nahm nun das Team Nismo Sport von Beginn an mit dem R85V (Chassis 85G-9) teil. Ab dem vierten Lauf der Saison wurde der R85V allerdings durch das Nachfolgemodell R86V ersetzt. In den drei Rennen bis dahin konnte der R85V nur einmal das Ziel auf dem dritten Platz liegend erreichen. In der 1986er JSPC-Saison wurde der Vierzylinder-R85V noch zwei Mal vom Central 20 Racing Team in den letzten beiden Läufen in Fuji eingesetzt, es konnten die Plätze 22 und 8 erreicht werden.
1986 trat Nissan das erste Mal beim prestigeträchtigen 24-Stunden-Rennen von Le Mans auf dem Circuit de La Sarthe an. Nissan Motorsport setzte den R85V (Chassis 85G-8) mit den Fahrern Masahiro Hasemi, Takao Wada und James Weaver am Steuer sowie einen neueren R86V ein, der von Kazuyoshi Hoshino, Keiji Matsumoto und Aguri Suzuki pilotiert wurde. Nach 3850,5 km und mit 284 absolvierten Runden fuhr der R85V auf dem 16. Platz im Gesamtklassement ins Ziel, wohingegen der R86V während des Rennens ausfiel.